# Tripitaka Koreana

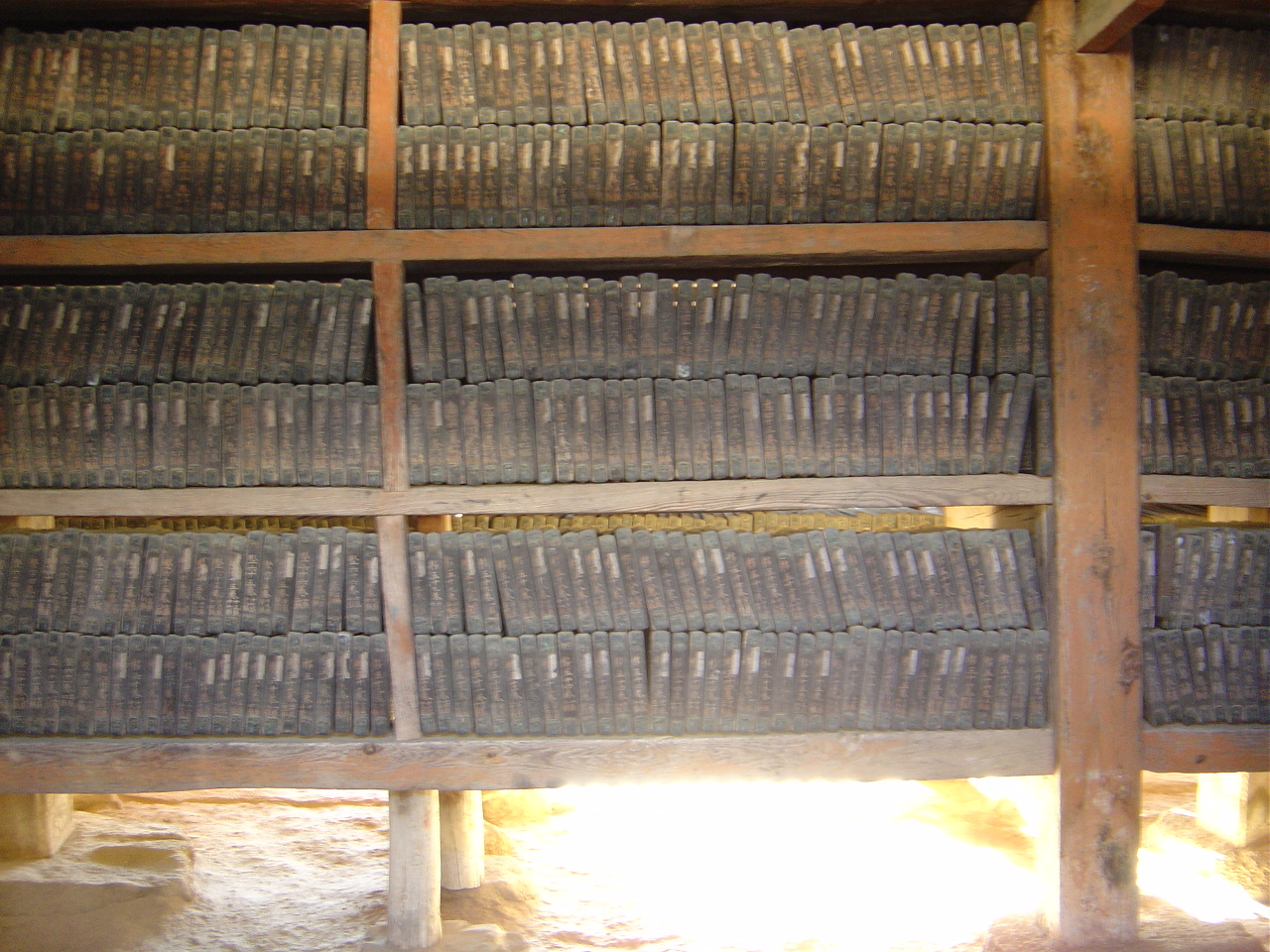
Tripitaka Koreana ad Haeinsa

I Tripitaka Koreana (in coreano: 팔만 대장경 in hangŭl, 八萬大藏經 in hanja) sono una collezione di tripitaka (scritture buddiste) composta da 81.258 tavolette in legno risalenti al XIII secolo e derivate in larga parte dal Canone buddista cinese. Si tratta del più antico e completo canone buddista del mondo, in cui non è stato trovato alcun errore negli oltre 52 milioni di caratteri cinesi organizzati in 6.568 volumi e 1.496 titoli. Ogni tavoletta è lunga 24 centimetri e larga 70, mentre lo spessore varia fra i 2,6 e i 4 centimetri e il peso fra i 3 e i 4 chili.

## Storia
L'intera collezione è conservata nel Tempio di Haeinsa, un tempio buddista che si trova nella provincia sudcoreana del Gyeongsang Meridionale. Le tavolette furono scolpite a cominciare dal 1011, quando la penisola coreana venne invasa dai Khitani. L'atto dello scolpire le scritture buddiste era considerato un modo per invocare l'aiuto di Buddha e cambiare le sorti della guerra.
Le tavolette originali vennero quasi completamente distrutte durante l'invasione mongola della Corea nel 1232, quando la capitale del regno venne spostata sull'isola di Ganghwa per quasi 30 anni per resistere meglio agli attacchi mongoli. Una volta tornata la calma, il re Gojong ordinò che i Tripitaka venissero riscolpiti dall'inizio, un lavoro che durò 16 anni fra il 1236 e il 1251, dove fu indetta una cerimonia ufficiale. Le tavolette vennero scolpite presso Namhae (una provincia della Corea del Sud), e dopo il completamento furono depositate fuori dalla porta ovest della fortezza Ganghwa. Nel 1381 furono spostate presso il tempio Sonwonsa. Le testimonianze raccontano come il Re abbia personalmente supervisionato lo spostamento delle tavolette lungo il fiume fiume Han, quando nel 1398 le tavolette vennero spostate nel Tempio di Haeinsa, dove sono tuttora conservate in quattro edifici. Il tempio, anche grazie a questo inestimabile tesoro, è stato inserito nell'elenco dei Patrimoni dell'umanità dell'UNESCO.
Il valore storico dei Tripitaka Koreana deriva dal fatto di essere la collezione più completa ed accurata di trattati, leggi e scritture buddiste.  I compilatori della versione coreana incorporarono altre antiche versioni e vi aggiunsero altre versioni scritte da rispettabili monaci.  La qualità delle incisioni su tutte le tavolette è attribuita al Precettore nazionale Sugi, che le controllò attentamente in cerca del più piccolo errore. Proprio per la loro accuratezza, sulle Tripitaka Koreana sono basate le versioni giapponesi, cinesi e di Taiwan.
Ogni tavoletta è costituito di legno di betulla proveniente dalle isole meridionali della Corea, trattato per evitarne il decadimento: vennero lasciate nell'acqua di mare per tre anni, poi tagliate e successivamente bollite in acqua salata. Dopo di ciò, le tavolette vennero messe all'ombra ed esposte al vento per altri 3 anni e solo allora erano considerate pronte per essere scolpite. Una volta scolpita ogni tavoletta veniva ricoperta di uno strato velenoso per tenerne lontani gli insetti e incorniciata con del metallo per evitarne la deformazione.
Su ogni tavoletta venivano scolpite 23 righe di testo, contenente 14 caratteri per riga, per un totale di 644 caratteri considerando entrambi i lati. Lo stile calligrafico utilizzato deriva dalla dinastia cinese Song, dal calligrafo Ou-yang Hsun, una delle ragioni per cui anche il valore estetico (oltre che storico e religioso) dei Tripitaka Koreana è considerato enorme. A causa dell'uniformità dello stile e per alcune fonti storiche, si credeva che un solo uomo fosse l'arteficie di tutte le iscrizioni in tutte le tavolette, ma oggi si è più portati a credere che la collezione sia opera di un gruppo di una trentina di persone.